# Parc national de Stenshuvud
Vous lisez un « bon article » labellisé en 2011.
Le parc national de Stenshuvud (en suédois : Stenshuvuds nationalpark) est un parc national situé en Scanie, dans le Sud de la Suède.
Le parc couvre 390 ha situés autour de la colline éponyme, constituant l'extrémité est du horst de Linderödsåsen. Cette colline domine la mer Baltique d'une hauteur de 97 m et a  longtemps  constitué un important point de repère pour les marins. Elle offre aussi un excellent point de vue pouvant aller par temps clair jusqu'à l'île de Bornholm.
L'homme est présent dans la région depuis la préhistoire, mais c'est surtout au XIXe siècle que l'influence humaine fut la plus marquante, la quasi-totalité de la superficie du parc étant alors déboisée. Mais depuis le début du XXe siècle, la protection de la zone a permis à la forêt de regagner du terrain, même si certaines prairies sont encore présentes et entretenues, même après la fondation du parc national en 1986.
Le parc présente une importante diversité animale et végétale pour le pays et, en particulier, de nombreuses espèces, considérées comme menacées en Suède, y sont présentes. Le parc est aussi un site touristique important avec 400 000 visiteurs par an.

## Toponymie

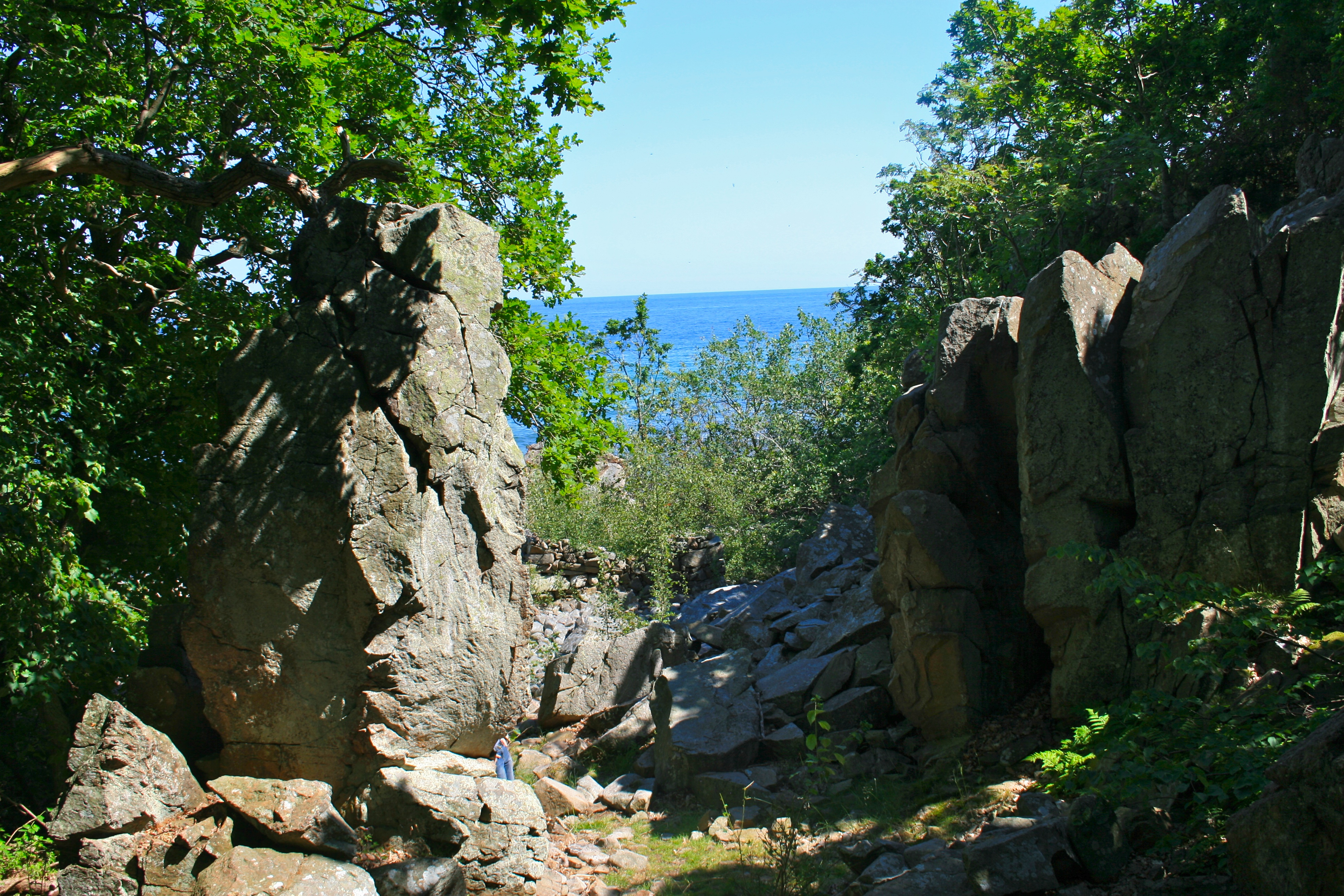
Jättens port, ou la porte du géant, qui serait selon les légendes la porte vers son jardin

Le parc national tient son nom de la colline de Stenshuvud. Ce nom signifie la tête (huvud) de pierre (sten) ou alternativement, la tête de Sten. Dans tous les cas, ce nom se réfère à une légende locale : la colline, et pour être plus précis la grotte de Giddastuan, serait l'hôte d'un géant du nom de Sten et de sa femme. Bien que souvent appelé géant, Sten ne serait en fait que de taille à peu près humaine, d'autant que la grotte n'est pas particulièrement grande. De manière générale, comme toutes les collines ou montagnes du pays, Stenshuvud est l'objet de nombreuses légendes, diverses sortes de petits hommes (Pyssling, sortes de lutins) étant aussi réputés vivre dans ses forêts.

## Géographie

### Localisation et frontières

Carte du parc national

Le parc national de Stenshuvud est situé dans la commune de Simrishamn, dans une région informelle appelée Österlen, à l'est de la Scanie. Plus précisément, il se trouve juste au sud de Kivik, à 15 km au nord de la ville de Simrishamn elle-même. Il est de ce fait situé à une centaine de kilomètres de plusieurs villes suédoises importantes telles que Lund, Helsingborg et Malmö, respectivement 11e, 8e et 3e plus grande ville du pays. Il s'étend le long du rivage de la mer Baltique, et d'ailleurs, 56 des 390 ha du parc sont sous-marins. La partie nord du parc couvre la colline de Stenshuvud et se prolonge un peu le long de la baie de Hanöbukten jusqu'à l'arboretum d'Hällevik, tandis que la partie sud remonte un peu plus dans les terres.

### Relief

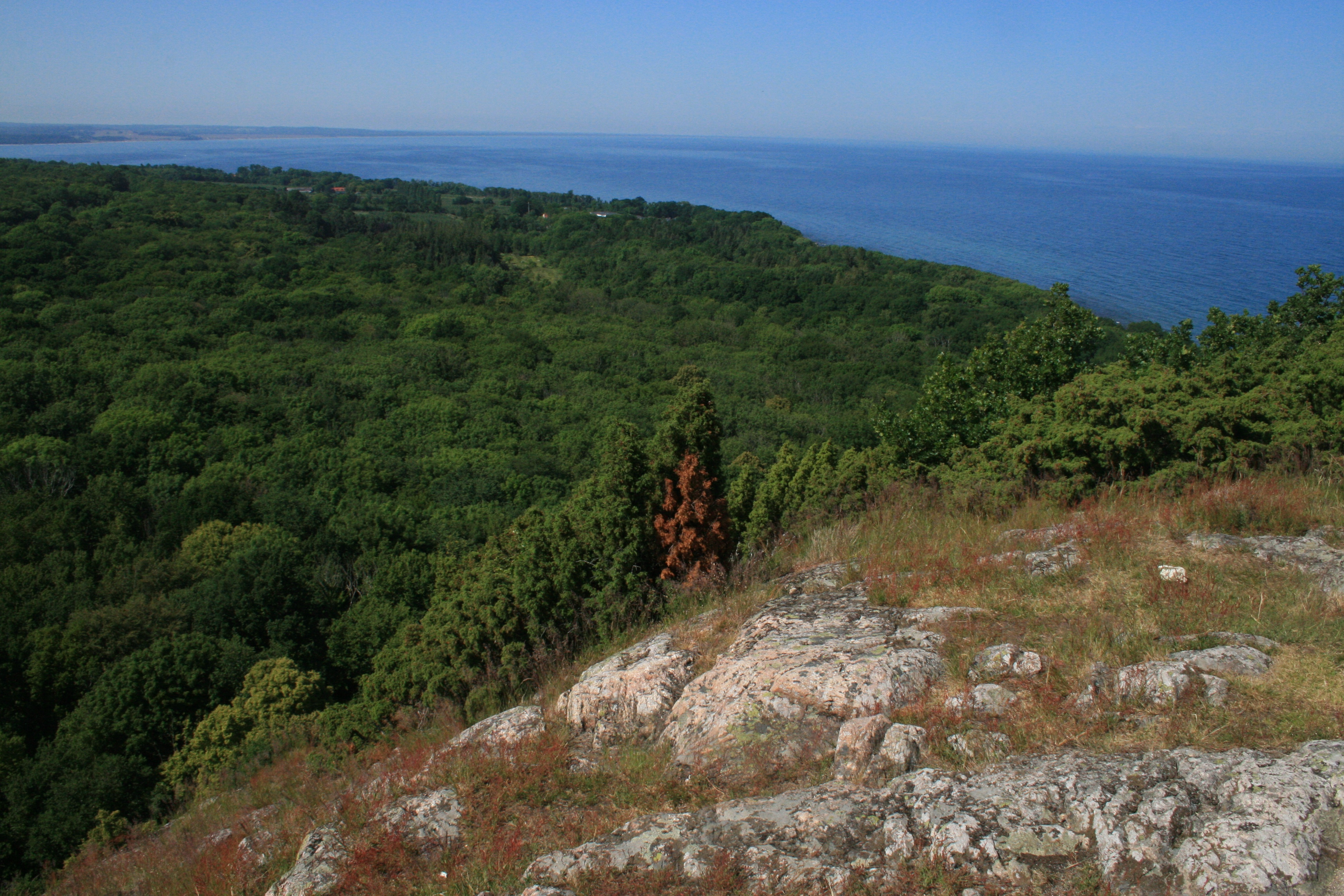
Vue depuis le sommet nord

Le relief du parc est dominé par la colline de Stenshuvud, au nord du parc, qui culmine à 96,9 m. Cette éminence a  longtemps  constitué un important point de repère pour les marins. De son sommet, on a un point de vue qui s'étend  par temps clair jusqu'à l'île de Bornholm. La colline de Stenshuvud comprend en réalité trois sommets (sommets nord, sud et est), le sommet nord étant le plus haut. La face nord-ouest est particulièrement abrupte, formant une falaise quasi verticale au-dessus de la forêt. C'est dans cette falaise que se trouve la grotte Giddastuan, qui serait, selon les légendes, la demeure du géant Sten. À l'ouest de cette colline se situe une bande de terrain marécageux avant que le relief ne s'élève de nouveau, marquant le début d'une colline située en dehors des limites du parc. L'autre sommet, situé lui dans la partie sud-ouest du parc, est Kortelshuvud ; en réalité, il ne s'agit pas d'un véritable sommet, mais simplement du prolongement d'une colline située plus à l'ouest dont le relief chute brusquement à cet endroit. Les falaises de Kortelshuvud comportent également une petite grotte, qui, selon les légendes locales, abriterait elle aussi des géants ou des trolls. Le sud-est du parc est constitué d'une plaine côtière.

### Climat
Le parc bénéficie, comme tout le sud de la Suède, d'un climat continental humide (type Dfb selon la classification de Köppen), avec des températures relativement douces, principalement grâce à l'influence du Gulf Stream. Le parc étant sur la côte, les écarts de température y sont encore moindres que dans le reste de la région. De plus, le soleil y brille en général plus souvent qu'à l'intérieur des terres et les précipitations sont plus faibles. Celles-ci sont principalement regroupées en automne et tombent majoritairement sous forme de pluie, la neige ne tombant que sporadiquement en hiver. La relative faiblesse de la quantité de précipitations est compensée par une assez forte humidité de l'air et la formation de brume ; la fréquence des brumes est parmi les plus importantes du pays.
| Mois                     | jan. | fév. | mars | avril | mai  | juin | jui. | août | sep. | oct. | nov. | déc. | année |
| ------------------------ | ---- | ---- | ---- | ----- | ---- | ---- | ---- | ---- | ---- | ---- | ---- | ---- | ----- |
| Température moyenne (°C) | −1   | −0,9 | 1    | 4,6   | 9,4  | 14   | 15,7 | 15,5 | 12,4 | 8,6  | 4    | 0,7  | 7     |
| Précipitations (mm)      | 53,8 | 36,3 | 44,4 | 41,8  | 42,2 | 49,5 | 65,1 | 54,6 | 60,4 | 63,1 | 70,5 | 58,9 | 640,6 |

### Hydrographie
L'hydrographie du parc est caractérisée par des petits ruisseaux, qui sillonnent le parc, principalement dans un sens ouest-est, pour se jeter dans la baie. Le principal cours d'eau en termes de débit est le Rörumsån, marquant la frontière sud du parc. Son cours est relativement lent, avec de nombreux méandres. À l'ouest de la colline de Stenshuvud, coincé entre celle-ci et une autre plus à l'ouest, le ruisseau Krivarebäcken a créé une zone humide avant de bifurquer vers la mer au sud de la colline de Stenshuvud. Juste au sud de ce ruisseau s'écoule le ruisseau d'Hollabäck ou Hallabäck.

## Géologie
Deux hypothèses existent pour expliquer la formation du relief de Stenshuvud. La première avance que la colline se situe à l'extrémité orientale du horst de Linderödsåsen qui traverse la Scanie selon un axe nord-ouest sud-est. La formation de ce horst est liée aux failles de la zone de Tornquist, qui séparent le bouclier scandinave, au nord, du reste de l'Europe. Le bloc de Linderödsåsen subit un soulèvement au cours du crétacé relativement aux zones alentour. Plusieurs autres horsts se sont formés en même temps en Scanie et ils sont tous parallèles à celui de Linderödsåsen, tels que Romeleåsen et Söderåsen, ce dernier étant lui aussi en partie situé dans un parc national.
Mais cette interprétation est remise en doute par certains géologues, qui observent qu'aucune faille ne borde la colline de Stenshuvud en elle-même. Cette constatation les a alors poussés à formuler une autre interprétation, qui est que la colline de Stenshuvud est constituée de matériaux plus résistants que les roches avoisinantes et qu'elle a donc tout simplement mieux résisté à l'érosion, conservant une altitude supérieure aux alentours. En effet, la roche du socle est principalement du gneiss issu de la transformation métamorphique du granite précambrien, mais au niveau de Stenshuvud se trouve à la place un pluton de granite à texture porphyritique, qui s'est formé il y a environ 1 400 millions d'années.
Durant les glaciations qui eurent lieu pendant le quaternaire, la Scanie était entièrement recouverte par la glace de l'inlandsis. En se retirant, ce glacier déposa des moraines, contenant des blocs de granite arrachés au socle par la force du glacier. Les rivières glaciaires érodèrent alors ces blocs et déposèrent le sable ainsi créé dans la mer. Mais, par la suite, du fait du rebond post-glaciaire, le sol s'éleva et la mer régressa, faisant alors affleurer ce sable, que l'on retrouve maintenant dans une grande partie du sud du parc. Les roches situées aujourd'hui à une altitude de 32 m étaient auparavant au niveau de la mer.

## Milieu naturel
Le parc national de Stenshuvud est situé dans l'écorégion terrestre du WWF Forêts mixtes de la Baltique. Cependant, bien que de faible superficie, il comprend un grand nombre de biotopes différents. La majeure partie du parc (214 ha) est une forêt de feuillus, mais l'on trouve également dans le parc des landes, des prairies, ainsi que des zones humides et, enfin, une zone maritime. La végétation est très riche, même comparativement au reste de la riche Scanie. Ainsi, on trouve en tout plus de 600 espèces de plantes vasculaires, dont certaines rares comme la potentille faux fraisier. Les papillons sont aussi très nombreux dans le parc, si bien qu'on y rencontre 445 espèces sur environ 1 000 espèces présentes en Suède. Plus généralement, dans le parc se trouvent 72 espèces animales et 153 espèces végétales faisant partie des espèces considérées comme menacées en Suède.

### La forêt

#### Flore

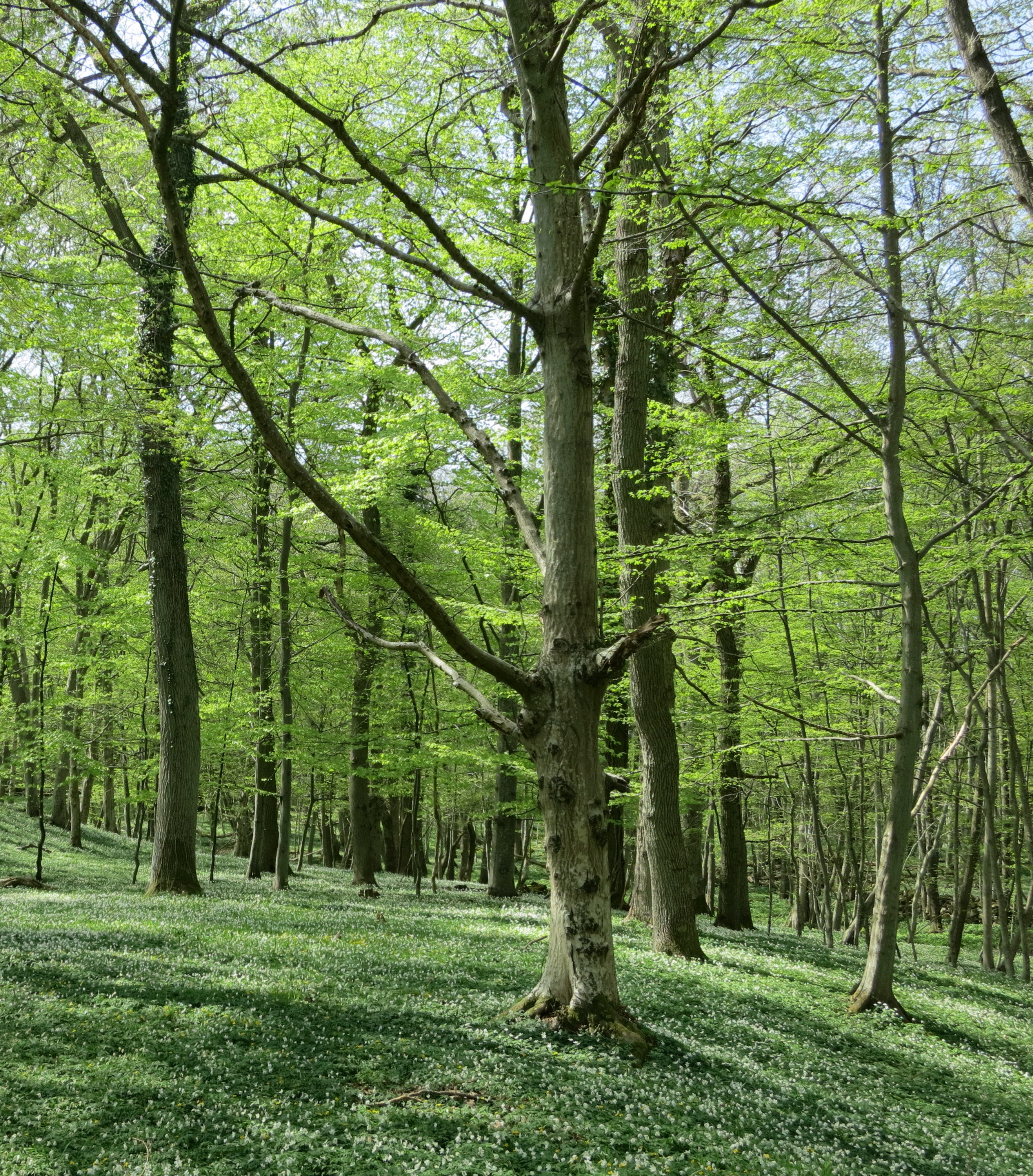
Forêt de hêtre dans le parc national

La forêt domine très largement le parc, en particulier la partie nord, autour de la colline de Stenshuvud, mais aussi au sud-ouest, sur les versants des collines, autour de Kortelshuvud. Il s'agit avant tout d'une forêt de charme commun (Carpinus betulus), ce qui est très rare en Suède, même dans les forêts de feuillus du sud du pays. Les zones forestières comprennent également de nombreux hêtres (Fagus sylvatica), en particulier sur les versants des collines au sud du parc.
Au printemps, le sol se recouvre d'un tapis d'anémones sylvie (Anemone nemorosa) et d'anémones fausses renoncules (Anemone ranunculoides). Sur le versant sud de Kortelshuvud, on trouve de plus de l'anémone hépatique (Hepatica nobilis), une espèce protégée dans la majeure partie du pays. Dans ces riches forêts, fleurit aussi de la corydale creuse (Corydalis cava), de la gagée jaune (Gagea lutea) et de la lathrée écailleuse (Lathraea squamaria). Un peu plus tard dans la saison arrivent les pulmonaires sombres (Pulmonaria obscura), les violettes de Rivinus (Viola riviniana), les violettes des bois (Viola reichenbachiana), l'oxalis petite oseille (Oxalis acetosella), la cardamine à bulbilles (Cardamine bulbifera), le gaillet odorant (Galium odoratum), l'ail des ours (Allium ursinum) et le lamier jaune (Lamium galeobdolon). L'orchis mâle (Orchis mascula), l'espèce d'orchidée la plus commune du parc, fleurit également à cette période dans la forêt. L'été est une saison beaucoup moins riche en couleur, le feuillage des arbres obscurcissant les sous-bois. Les anémones sylvie deviennent alors majoritaires.

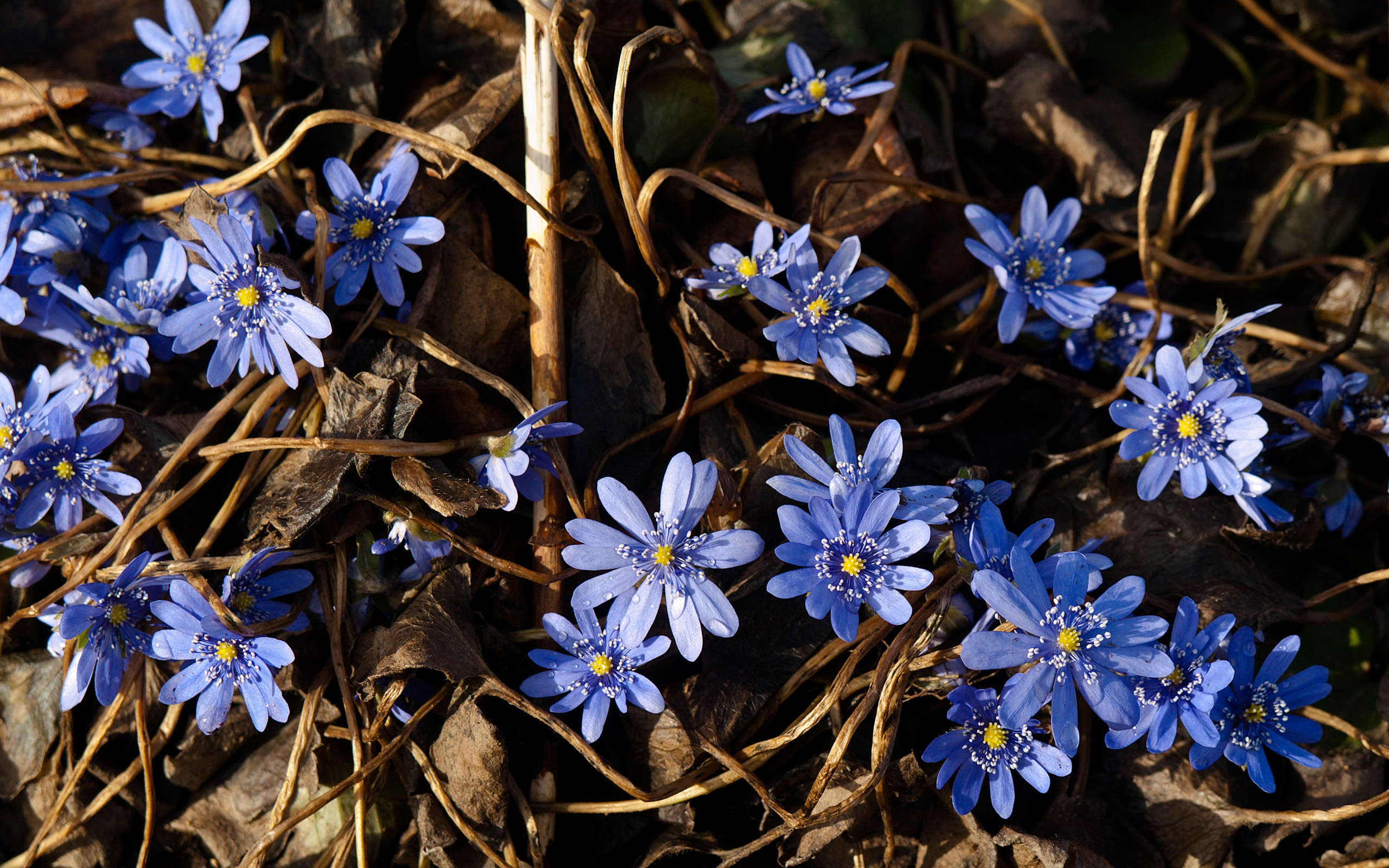
Les anémones hépatiques sont une espèce protégée en Suède
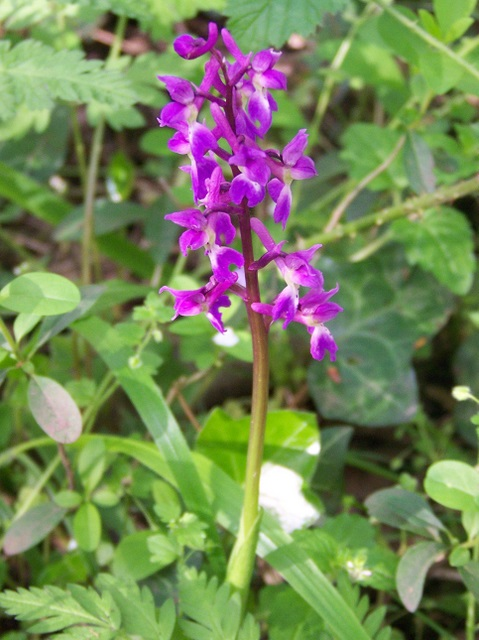
L'orchis mâle est très fréquente dans le parc
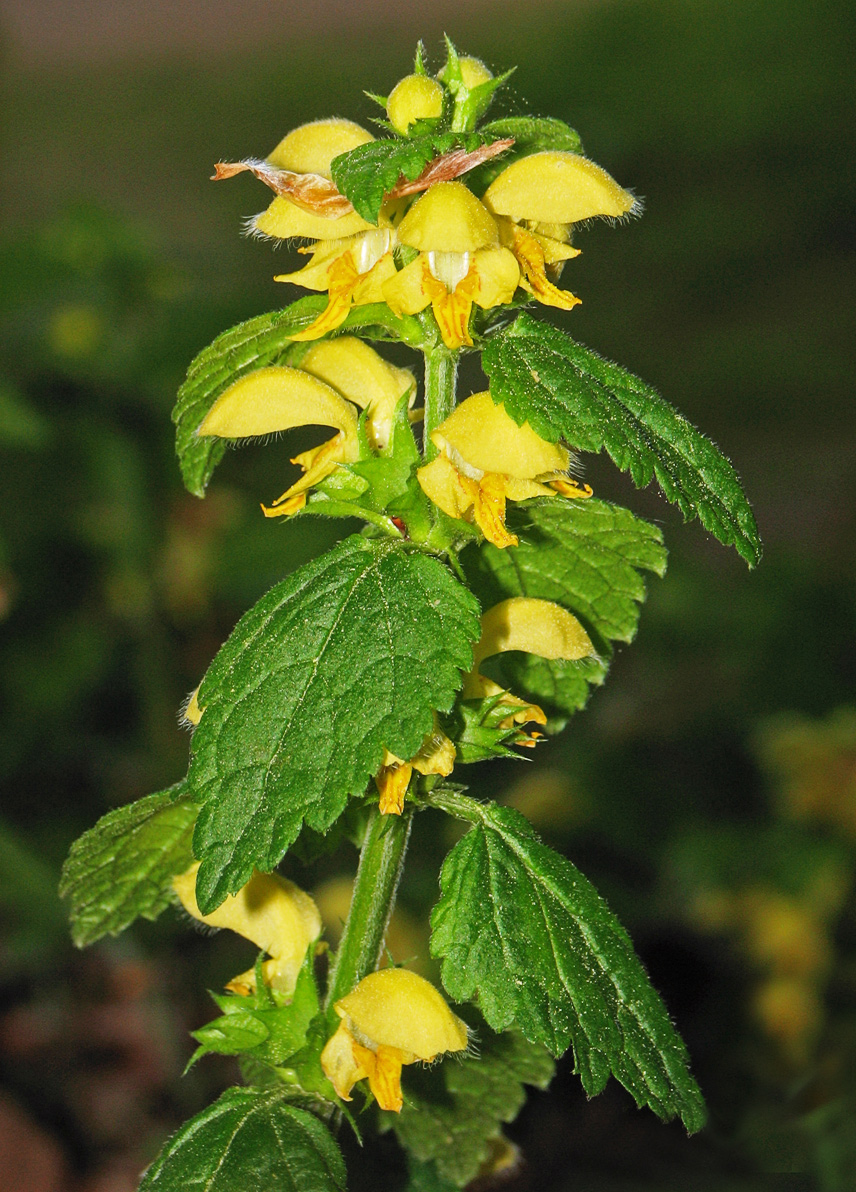
Le lamier jaune

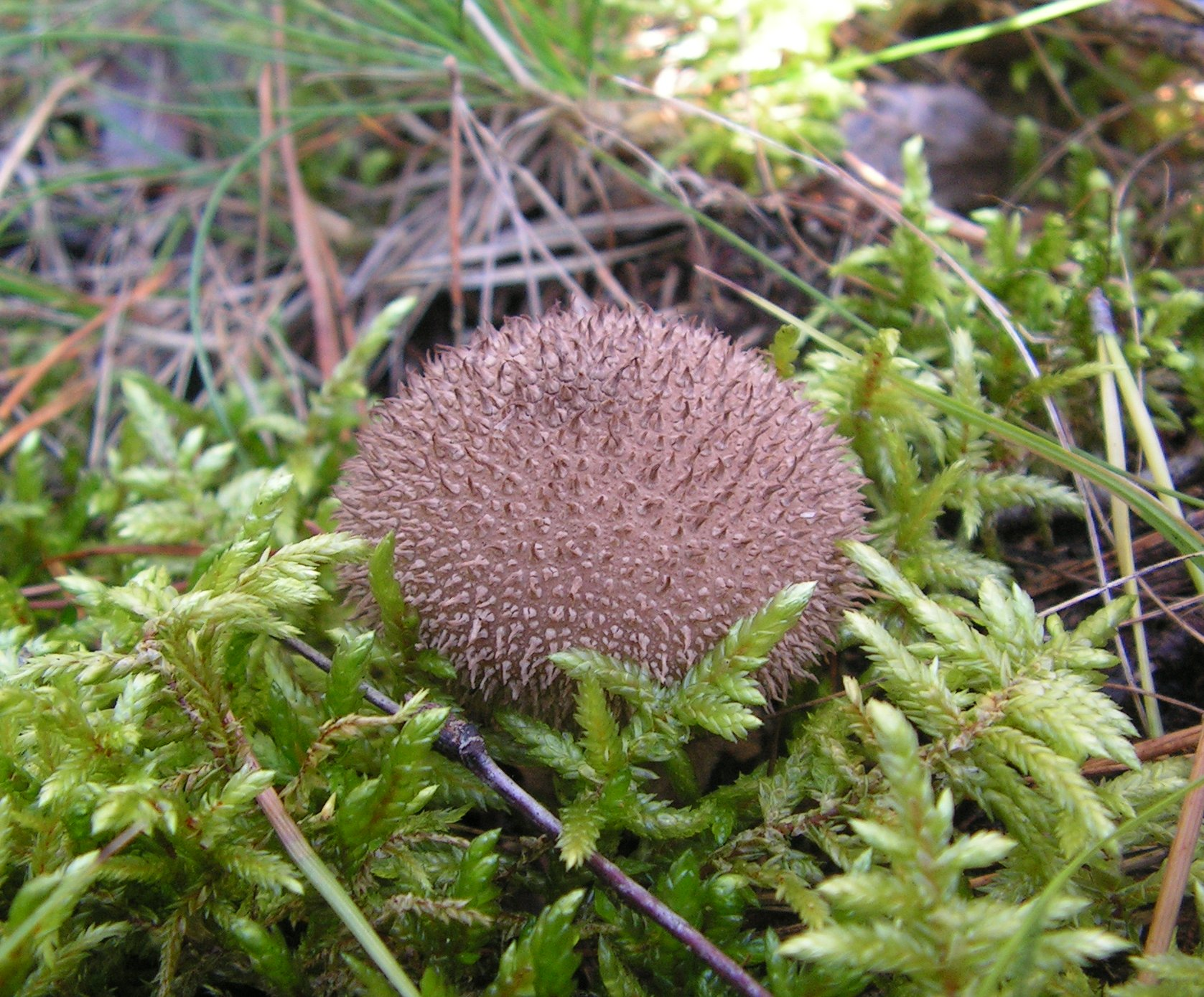
La vesse-de-loup hérisson, une espèce rare en Suède

À la fin de l'été ou en automne, de nombreux champignons envahissent les sous-bois. Parmi ceux-ci, plusieurs sont comestibles, tels que la lépiote élevée (Macrolepiota procera), le cèpe de Bordeaux (Boletus edulis), des agarics et des russules. Parmi les espèces non comestibles se trouvent en particulier des espèces rares, telles que la vesse-de-loup hérisson (Lycoperdon echinatum) ou l'amanite jonquille (Amanita gemmata). Ainsi, 18 des espèces classées menacées en Suède sont présentes dans le parc. Les espèces les plus fréquentes dans le parc sont le satyre puant (Phallus impudicus) et le scléroderme vulgaire (Scleroderma citrinum).
Le versant oriental de la colline est beaucoup moins riche que les forêts susnommées, du fait de l'influence maritime. Il comprend plutôt des chênes pédonculés (Quercus robur) et la taille des arbres diminue à mesure que l'on s'approche de la mer, pour finir par des genévriers communs (Juniperus communis), du lierre grimpant (Hedera helix) et des chèvrefeuilles des jardins (Lonicera caprifolium). Ici, la végétation est pauvre, dominée par la bruyère callune (Calluna vulgaris), la myrtille (Vaccinium myrtillus), la canche flexueuse (Deschampsia flexuosa) et le polypode commun (Polypodium vulgare).

#### Faune

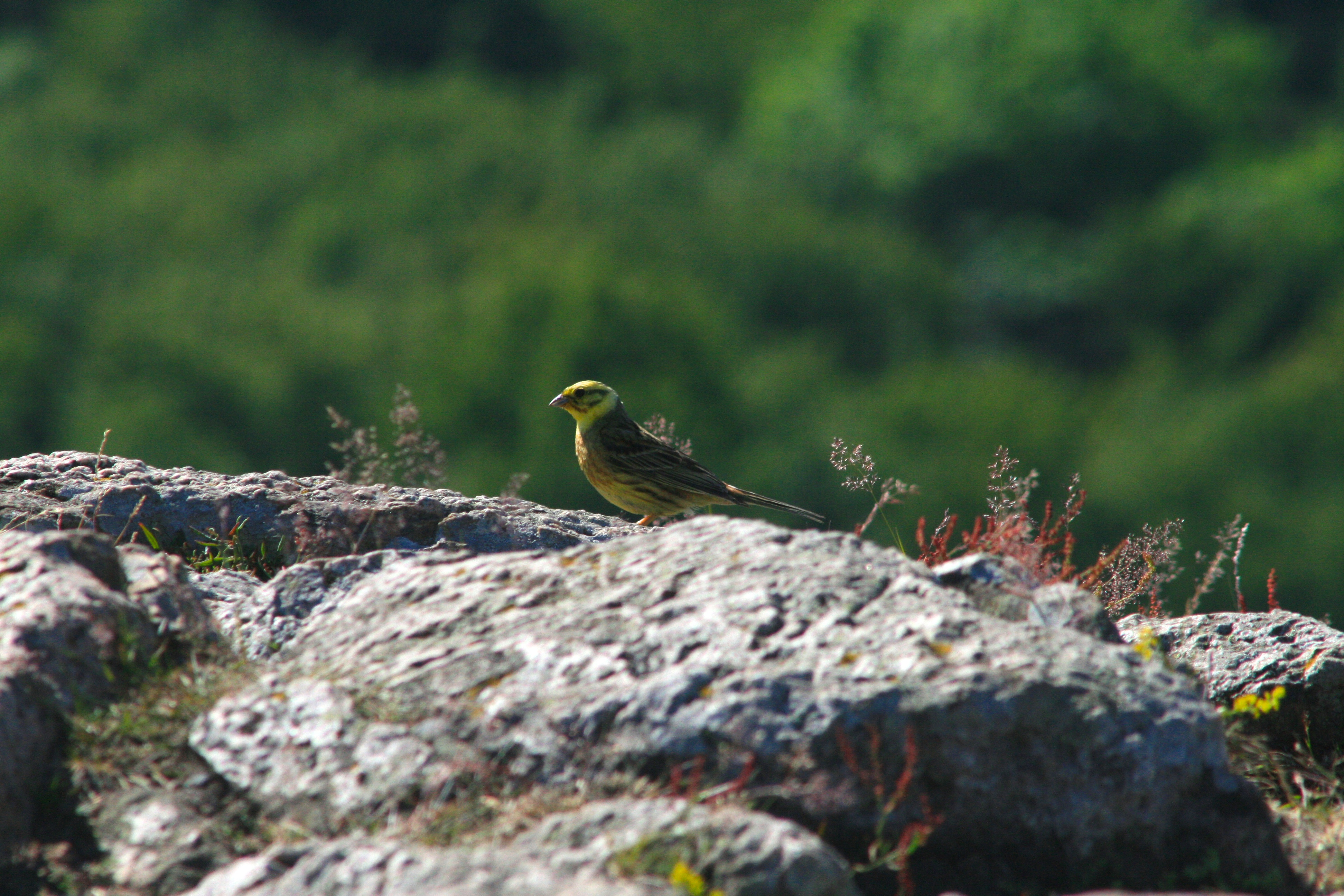
Le bruant jaune (Emberiza citrinella) sur le sommet nord de Stenshuvud

Une corneille mantelée attaque un milan royal dans le parc de Stenshuvud. Mai 2011.

Dans les forêts, on retrouve la faune typique des forêts de feuillus suédoises, ce qui inclut des chevreuils (Capreolus capreolus), des élans (Alces alces), des écureuils roux (Sciurus vulgaris), des visons d'Amérique (Neovison vison), des belettes (Mustela nivalis) et même quelques martres des pins (Martes martes). Dans ces forêts, on peut facilement entendre le chant du pouillot fitis (Phylloscopus trochilus), du pouillot siffleur (Phylloscopus sibilatrix), du pouillot véloce (Phylloscopus collybita), du rouge-gorge familier (Erithacus rubecula), de la fauvette à tête noire (Sylvia atricapilla) et du pinson des arbres (Fringilla coelebs). Plus rarement, on peut entendre le loriot d'Europe (Oriolus oriolus), le gros-bec casse-noyaux (Coccothraustes coccothraustes) ou le gobemouche nain (Ficedula parva), qui sont relativement rares en Suède. La nuit, c'est la chouette hulotte (Strix aluco) qui se fait entendre.

### Les landes

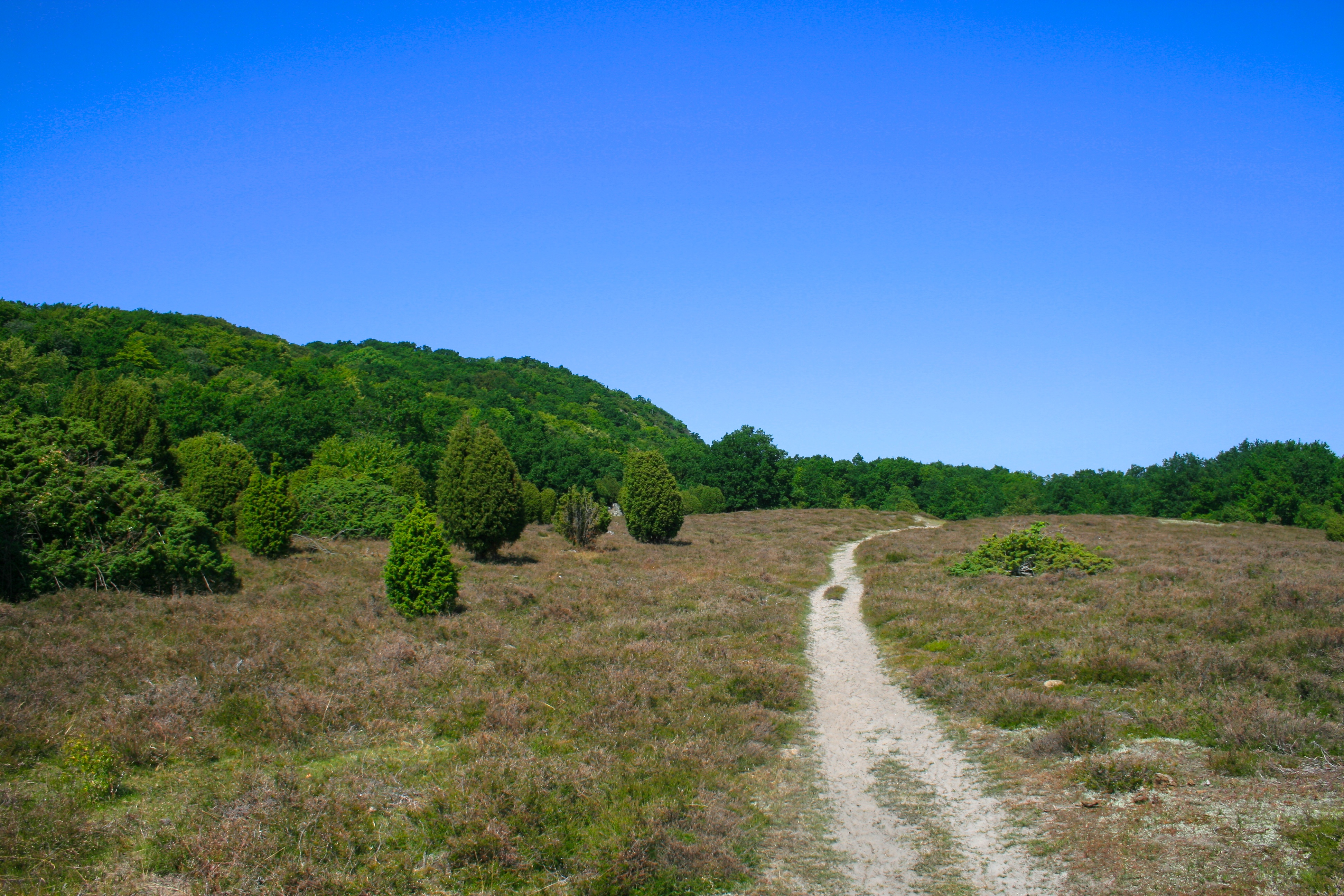
Lande au pied de la colline de Stenshuvud

Dans la partie sud-est du parc s'étend une lande silicicole, à la végétation pauvre, ce qui est dû à l'aridité du sol principalement sableux, ainsi qu'au vent. La végétation est buissonnante, avec des genévriers, de la bruyère callune (Calluna vulgaris), ainsi que de la laîche des sables (Carex arenaria). Parmi les rares fleurs que l'on peut trouver dans ces terrains, on peut citer l'anémone pulsatille (Pulsatilla vulgaris), l'immortelle des sables (Helichrysum arenarium) ou des formes naines de la caille-lait jaune (Galium verum) et de la piloselle (Hieracium pilosella). Ces terrains ouverts accueillent des espèces d'oiseaux différentes des forêts, telles que les coucous gris (Cuculus canorus), des laniidés, la bergeronnette grise (Motacilla alba) ou le rare pipit rousseline (Anthus campestris). En fin d'été, les criquets et sauterelles se font entendre à leur tour. De même, parmi les animaux caractéristiques de ces terrains, on peut citer le lézard des souches (Lacerta agilis). Ce milieu accueille également un certain nombre de papillons, tels que l'agreste (Hipparchia semele), l'azuré de l'ajonc (Plebejus argus) ou encore la lithosie plombée (Eilema lurideola).
|  |

### Les prairies

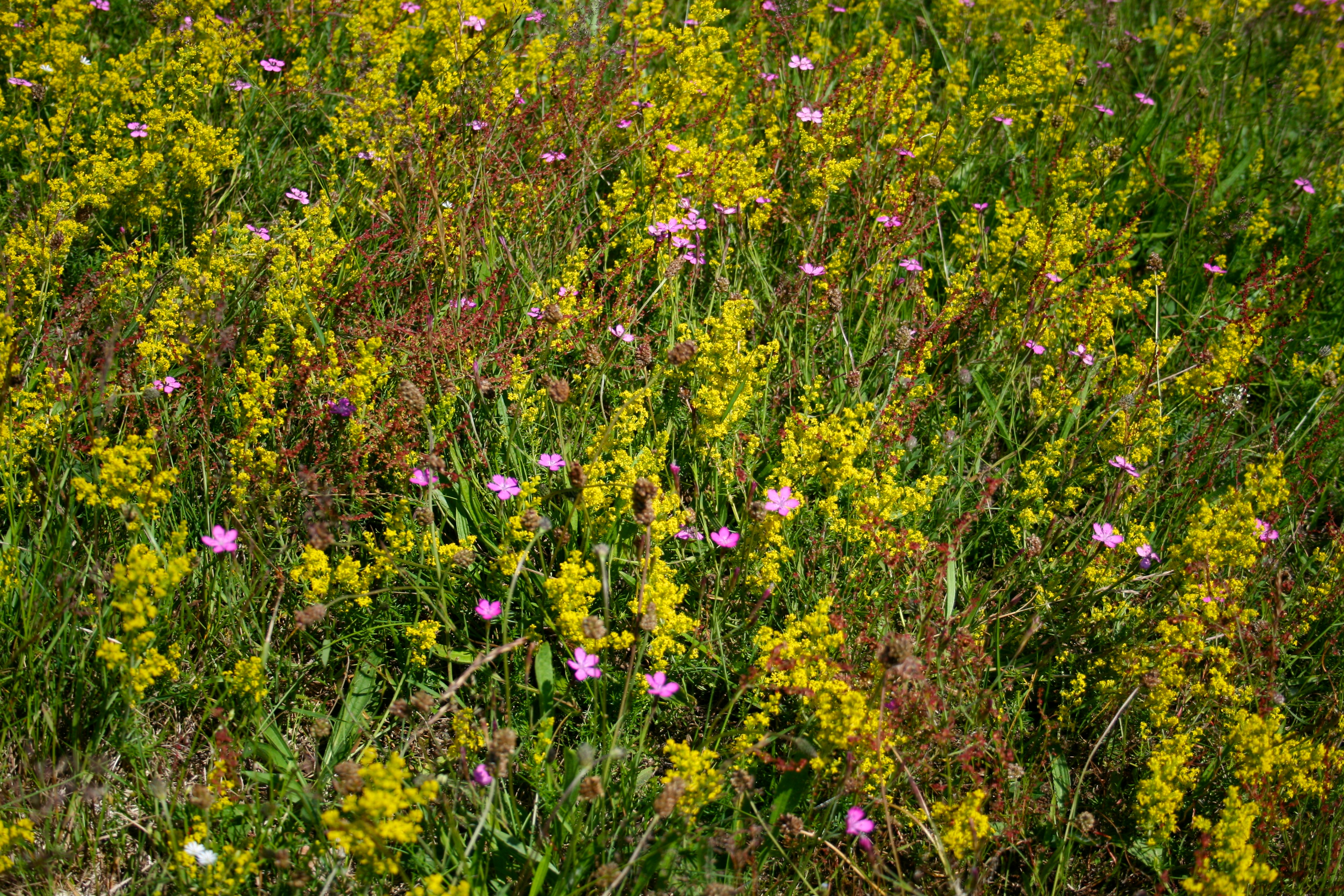
Caille-lait jaune et œillet à delta, dans une prairie près du Naturum de Stenshuvud

À plusieurs endroits, surtout dans la moitié sud du parc, s'étalent des prairies fleuries : ces terrains anciennement cultivés comportent de nos jours une riche flore. La saxifrage granulée (Saxifraga granulata), la caille-lait jaune (Galium verum), l'œillet à delta (Dianthus deltoides), la knautie des champs (Knautia arvensis), la jasione des montagnes (Jasione montana), l'ail des vignes (Allium vineale) et le géranium à feuilles molles (Geranium molle) font partie des fleurs que l'on peut trouver dans les prairies sableuses, tandis que les prairies au pied des collines présentent plutôt de la véronique en épi (Veronica spicata), du grand orpin (Hylotelephium telephium) et de l'orpin des rochers (Sedum rupestre). Près de l'entrée principale du parc, en direction de la mer, se trouve une prairie particulière, appelée la prairie aux orchidées (Orkidéängen). Comme son nom l'indique, cette zone comprend de nombreuses espèces d'orchidées. La plus commune est l'orchis mâle Orchis mascula), mais on y trouve aussi entre autres du dactylorhize de mai (Dactylorhiza majalis), de l'orchis incarnat Dactylorhiza incarnata) et de la platanthère à deux feuilles Platanthera bifolia).
Les prairies sont le lieu de vie principal des lapins et lièvres, même si ces derniers fréquentent également la forêt. On y trouve également des taupes d'Europe (Talpa europaea) et des rats taupiers (Arvicola amphibius). Les zones buissonnantes des prairies sont de même le terrain préféré du muscardin (Muscardinus avellanarius), la mascotte du parc. Stenshuvud est l'un des principaux territoires en Suède de cette espèce. L'abondance de fleurs attire de plus de nombreux papillons, tels que l'Azuré de la jarosse (Polyommatus amandus), l'Azuré des anthyllides (Cyaniris semiargus), l'Azuré du genêt (Plebejus idas), le Cuivré de la verge-d'or (Lycaena virgaureae), le Nacré de la sanguisorbe (Brenthis ino) et le Petit collier argenté (Boloria selene).

### Les zones humides
À l'ouest de la colline de Stenshuvud se trouve une zone occupée par trois tourbières minérotrophes (lilla alkärret, stora alkärret et mossen). L'eau y est particulièrement abondante au début du printemps, avant de disparaitre en été et en automne, excepté dans une petite zone au niveau de Mossen. Ces tourbières sont recouvertes d'une forêt d'aulnes, au pied desquels poussent de nombreuses espèces de fougères, de carex, ainsi que quelques fleurs telles que l'hottonie des marais (Hottonia palustris). Près de Mossen, là où l'eau persiste même en été, se développent aussi le potamot nageant (Potamogeton natans), la petite utriculaire (Utricularia minor), le lycope d'Europe  (Lycopus europaeus) et la scutellaire à casque (Scutellaria galericulata).
Ces milieux humides accueillent plusieurs espèces d'amphibiens, telles que la grenouille rousse (Rana temporaria), la grenouille agile (Rana dalmatina), la grenouille des champs (Rana arvalis), le triton crêté (Triturus cristatus) et le triton commun (Lissotriton vulgaris). Les insectes et araignées sont aussi nombreux, avec par exemple des libellules et des dolomèdes des marais (Dolomedes fimbriatus).

## Histoire

### Protohistoire et Moyen Âge

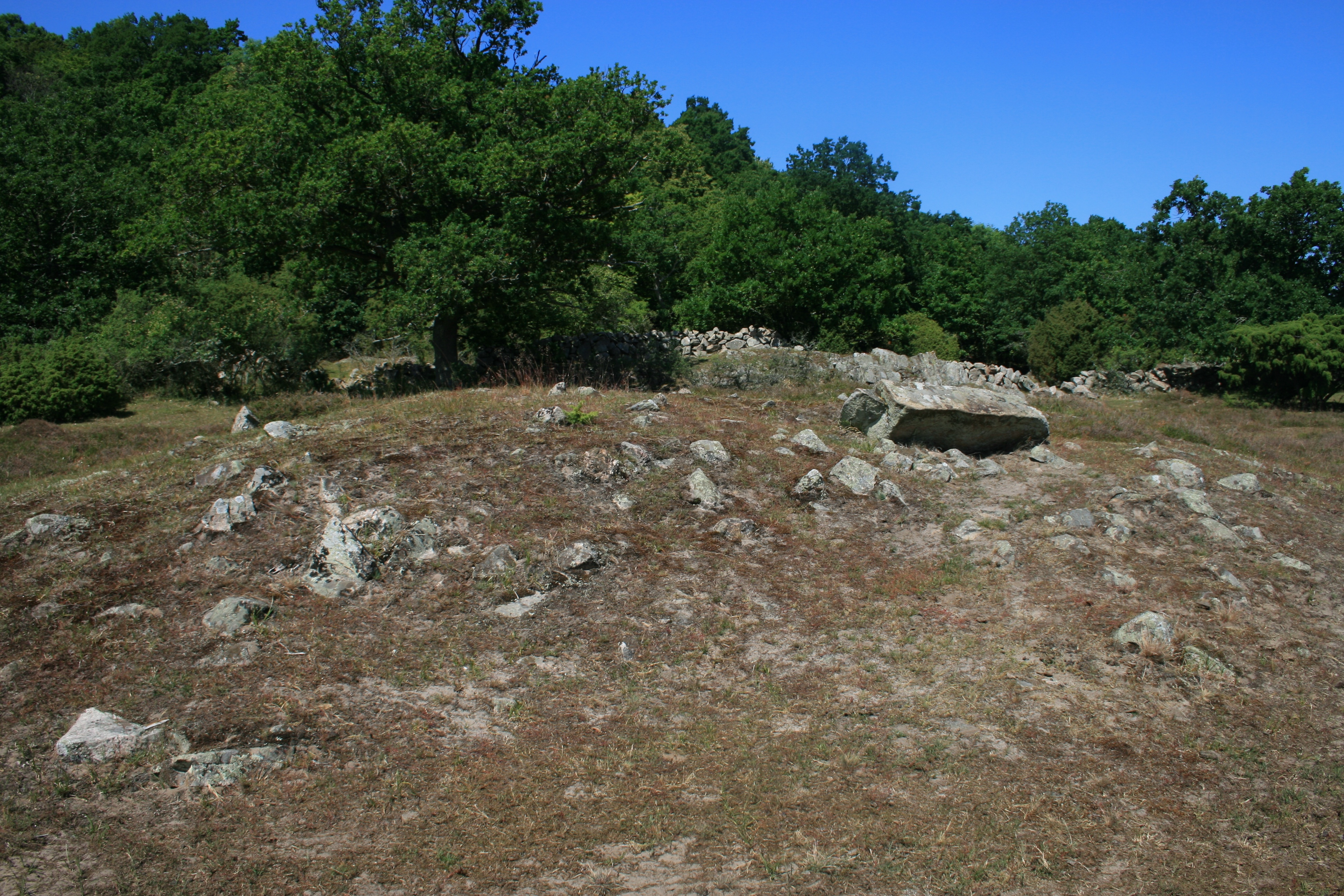
Ciste datant du néolithique, au pieds de Stenshuvud

Le terrain a probablement commencé à être exploité par l'homme il y a 6 000 ans, ce qui correspond au début de l'agriculture et de l'élevage dans la région. Au néolithique (à partir de 4 200 avant Jésus-Christ) et à l'âge du bronze, Stenshuvud ressemblait probablement par périodes à une vaste prairie, tandis qu'entre ces périodes, la zone était laissée à l'abandon. En effet, sur ces terrains peu fertiles, surtout comparés au reste de la région, la quantité de nutriments du sol s'amenuisait vite.  Plusieurs vestiges de cette époque sont encore visibles, tels qu'une ciste de la fin du néolithique au pied de la colline. Par la suite, durant l'âge du fer, l'exploitation est cyclique, la région étant tantôt boisée, tantôt une prairie. Le principal témoignage de cette période est la ruine d'une forteresse située au sommet de la colline (colline fortifiée) et datant de la fin de l'âge du fer, au moment des invasions barbares entre 400 et 550 après Jesus-Christ. Cette forteresse correspond probablement à une période de relativement forte population dans les environs et était probablement utilisée comme refuge en cas d'attaque.
Après la peste noire, la zone fut de nouveau laissée à l'abandon et la forêt put se développer, mais au XVIIe siècle, le paysage s'ouvrit une fois de plus.
|  |

### Époque moderne

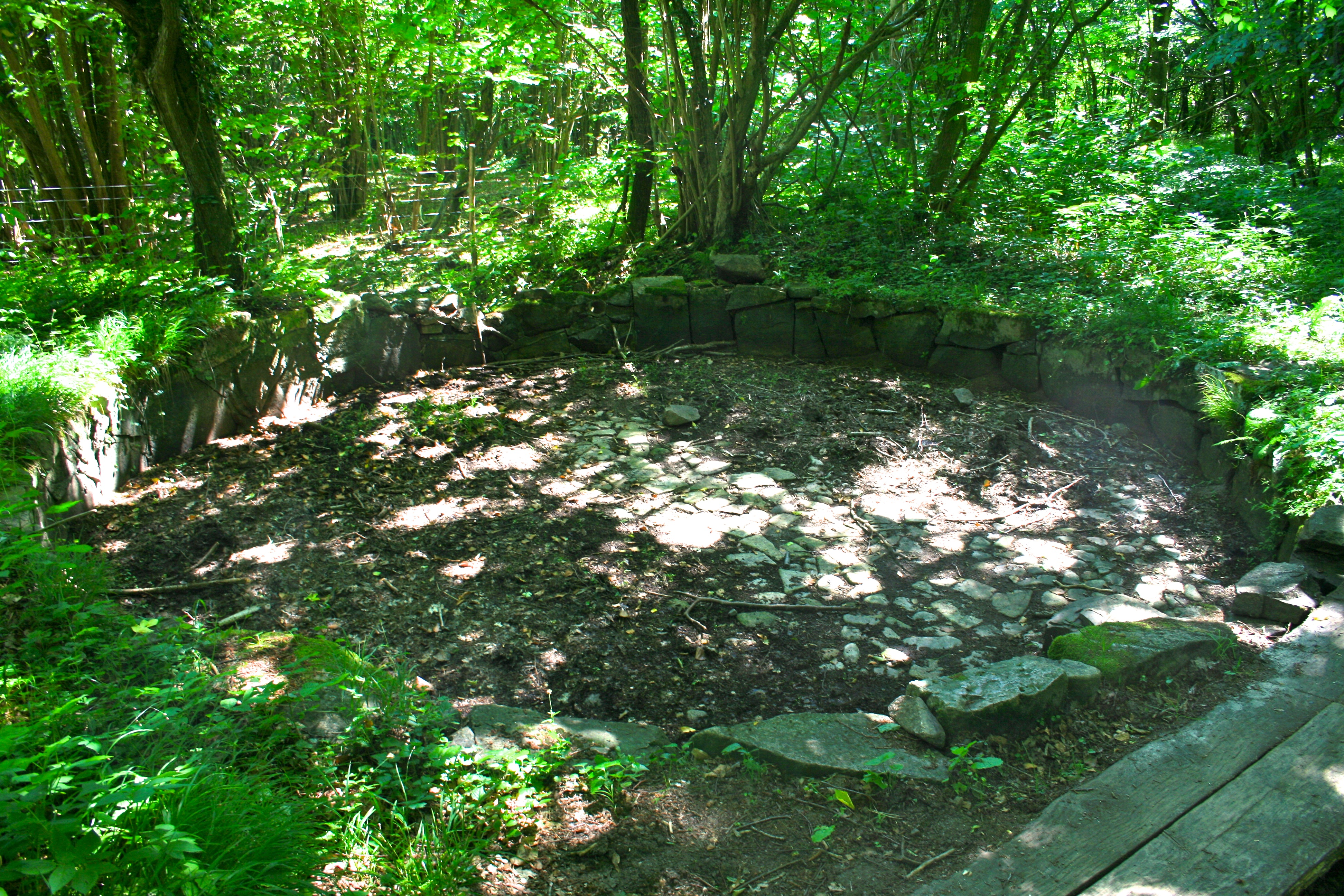
Bassin construit au XIX afin de piétiner la tourbe

Au XVIIIe siècle furent construites des cabanes de pêcheurs à Krivareboden, qui sont encore utilisées de nos jours pour la pêche à l'anguille. Au début du XIXe siècle, le déboisement atteignit son apogée. Les pommiers commencèrent aussi à être plantés, la région autour de Kivik devenant une importante région productrice de pommes. C'est aussi à cette époque que l'on commença à exploiter la tourbe de la tourbière Mossen, à l'est de la colline. Une sorte de bassin fut alors construit, dans lequel la tourbe était amassée et piétinée ensuite, par des chevaux par exemple, jusqu'à constituer une pâte qui pouvait alors être coupée et séchée. Ce bassin est encore visible, non loin de l'entrée principale.
Dans la deuxième moitié du siècle, la forêt put se développer à nouveau sur la colline. Au nord du parc, l'arboretum d'Hällevik fut créé à la fin du siècle  par Karl Ekenstam. Il comprend de nombreuses espèces exotiques d'arbres, mais aussi de champignons. Le phare de Stenshuvud fut construit en 1916.

### Création du parc
Au milieu des années 1920, le botaniste et géologue Rutger Sernander plaida pour la protection de la nature unique de Stenshuvud, ce qui aboutit en 1931 à une protection de la colline (55 ha) sous le statut naturminne. La zone protégée fut agrandie en 1954 vers le sud, comptant alors 109 ha. Dans les années 1960, l'intérêt grandissant pour la nature amena de plus en plus de visiteurs autour de Stenshuvud, ce qui incita à la création de quelques sentiers avec des planches de bois sur le sol dans les zones humides. En 1967, la zone protégée devint réserve naturelle, ce qui implique une protection plus importante que le statut naturminne. Le parc national fut finalement créé en 1986 en regroupant la surface de l'ancienne réserve naturelle et les zones environnantes, soit 380 ha. Le motif officiel pour la création du parc est de « préserver une grande zone naturelle d'une grande valeur géologique et biologique et très importante pour la récréation de plein-air ». Peu de temps après, de nouvelles règles furent instaurées pour la création des parcs nationaux suédois, qui impliquaient entre autres qu'un parc national doit couvrir au moins 1 000 ha. Stenshuvud est donc le dernier parc de moins de 1 000 ha créé en Suède.

## Gestion et administration
Comme pour la plupart des parcs nationaux de Suède, la gestion et l'administration sont partagées entre l'agence suédoise de protection de l'environnement (Naturvårdsverket) et le conseil d'administration des comtés (Länsstyrelse). Naturvårdsverket a la charge de proposer des nouveaux parcs nationaux, sur consultation des conseils d'administration des comtés et des communes ; leur création est entérinée par un vote du parlement. Le terrain est ensuite acheté par l’État, par l'intermédiaire de Naturvårdsverket. La gestion du parc est alors principalement entre les mains du comté, c'est-à-dire le conseil d'administration du comté de Scanie dans le cas du parc de Stenshuvud.
Une partie de l'activité de gestion du parc consiste à entretenir les prairies, en maintenant la pâture ainsi et en effectuant des défrichements mécaniques. L'entretien des sentiers du parc fait aussi partie des missions du comté.

## Tourisme

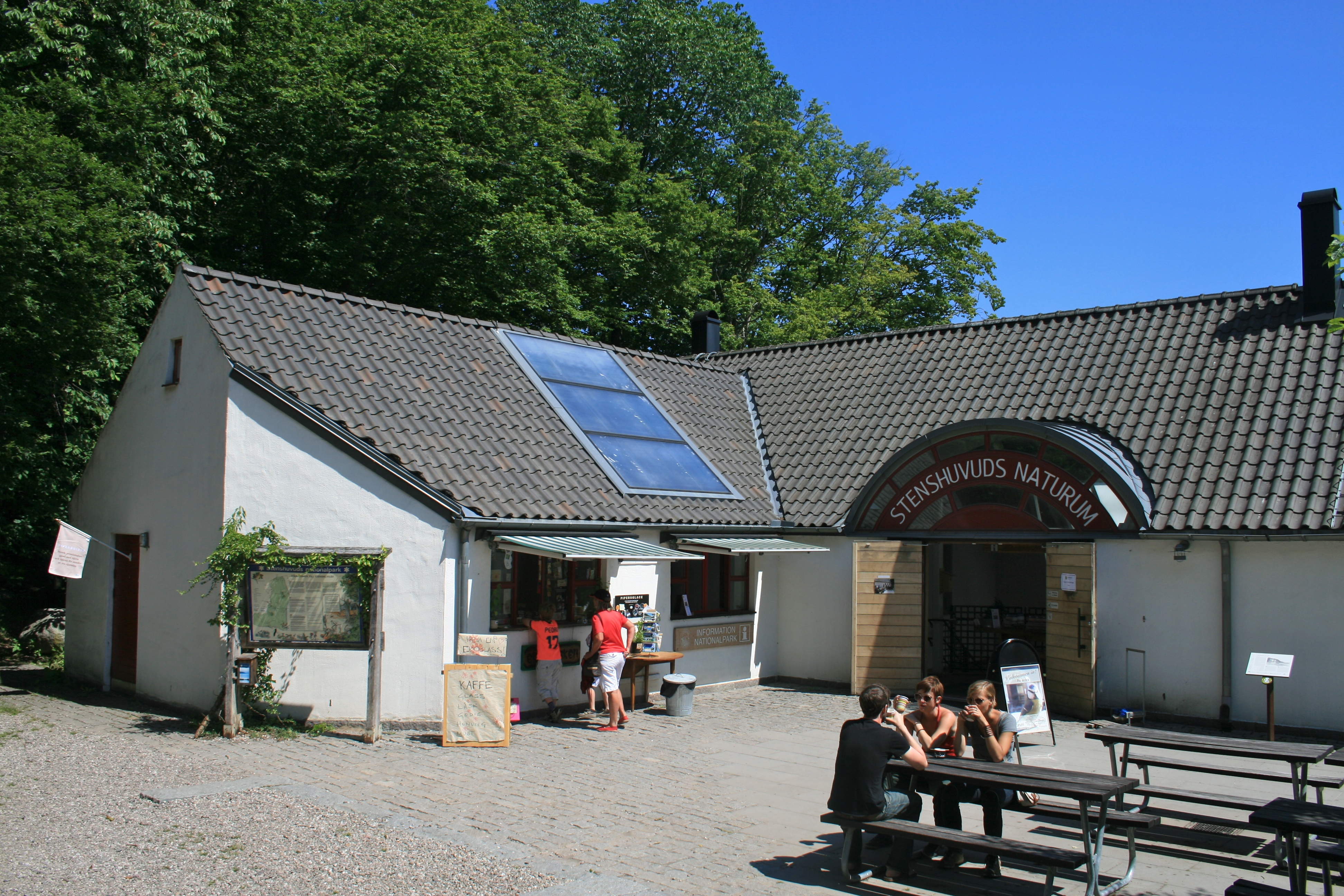
Le Naturum de Stenshuvud

Le parc national de Stenshuvud est l'un des parcs nationaux les plus visités de Suède avec 400 000 visiteurs en 2003. Ceci s'explique en partie par le fait qu'il est situé dans la deuxième région la plus densément peuplée de Suède et qu'on peut y accéder facilement depuis plusieurs grandes villes à proximité telles que Lund, Helsingborg et Malmö.
La route nationale 9 passe à proximité du parc et permet entre autres de rejoindre les routes 1598 et 1606 qui mènent à l'entrée principale du parc. Ces routes sont cependant très étroites et inadaptées au trafic que connaissent ces axes durant la haute saison du parc (au printemps et en été). Un projet est en cours pour améliorer la situation. Des parcs de stationnement sont situés aux trois entrées du parc (nord, ouest et sud), le plus important étant celui près de l'entrée principale (entrée ouest). Au niveau de l'entrée principale se trouve le café Annorlunda, ainsi qu'un centre d'information (Naturum) qui comprend une exposition sur le milieu naturel du parc et est le point de départ de visites guidées. Du fait de la faible taille du parc, les visites sont le plus souvent des visites d'une journée et des moyens d'hébergement ne sont donc pas nécessaires.
Le parc est parcouru de nombreux sentiers de randonnée et pourvu d'équipements pour faciliter l'accès aux personnes à mobilité réduite. Ces sentiers de randonnée sont aussi un des principaux moyens d'éviter un impact trop important des nombreux touristes sur ce petit parc en canalisant les visiteurs. Ces sentiers sont d'ailleurs le plus souvent renforcés par des planches en bois dans les zones les plus fréquentées. Un des attraits touristiques du parc est la vue depuis le sommet de la colline, qui par temps clair peut aller jusqu'à l'île de Bornholm.
|  |